# Гаплогруппа B (Y-ДНК)

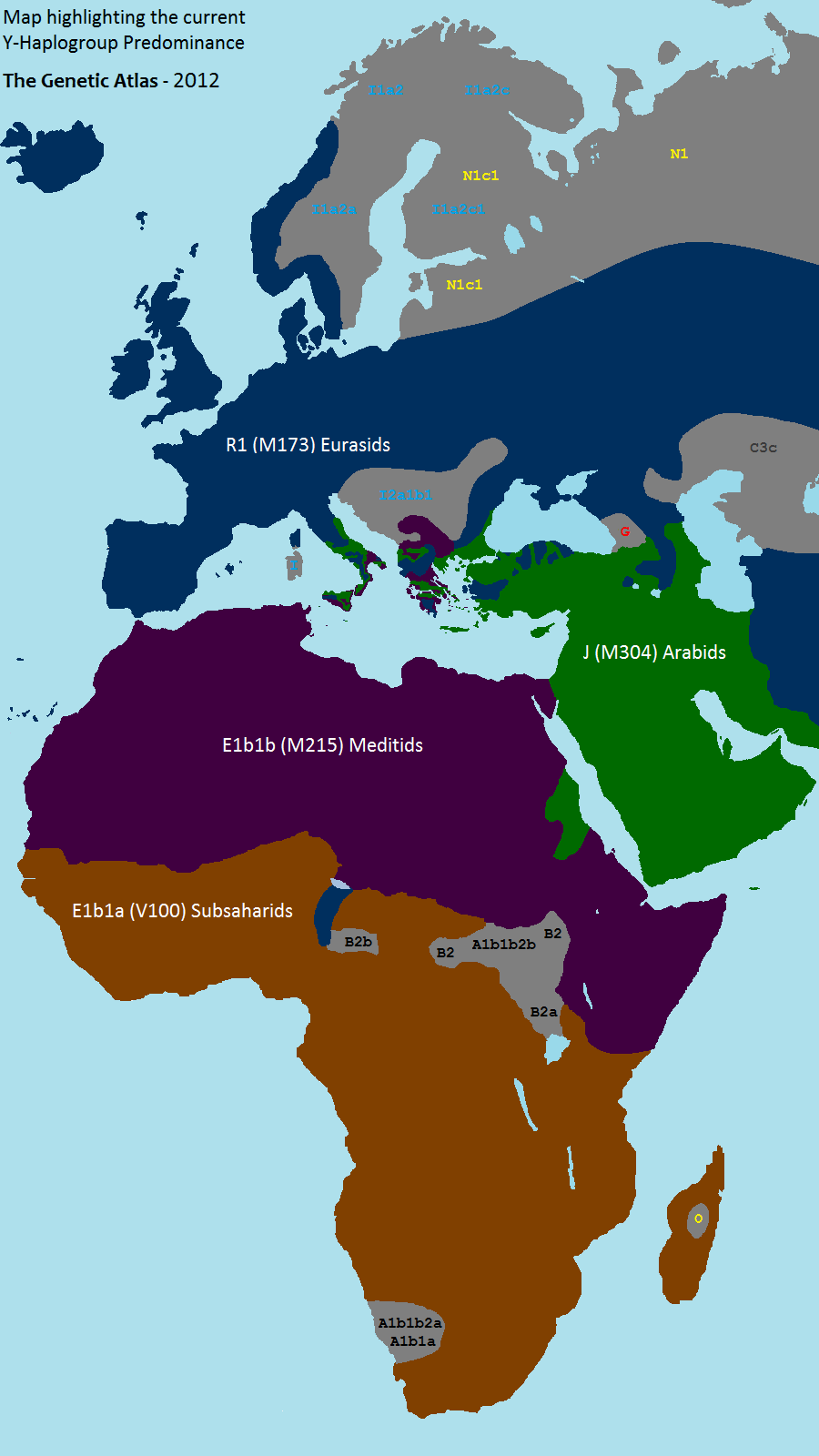
Преобладание гаплогруппы B в Африке

B — Y-хромосомная гаплогруппа. Является наиболее древней, после A.
Гаплогруппа B происходит от мутации гаплогруппы BT, произошедшей у мужчины, жившего ок. 88 000 лет назад. Последний общий предок современных носителей гаплогруппы B жил 84 800 лет назад (даты определены по снипам компанией YFull).
Крис Тайлер-Смит с коллегами считают, что линии B и CT разошлись 101 тыс. лет назад.

## Этногеографическое распределение
Локализована в Африке, в районе Сахары, особенно — ближе к западно-центральным тропическим лесам. Представители — пигмеи, такие, как бака и мбути; а также — народность хадза в Танзании (52 %), некоторые жители Судана, Мали и других африканских государств.
B-M60 достигает 30 % в Южном Судане, 16 % у народа хауса, 14 % у нубийцев Центрального Судана, 3,7 % Северного Судана (но только среди коптов и нубийцев) и 2,2 % из Западного Судана. Согласно другому исследованию, гаплогруппа B найдена приблизительно у 15 % суданских мужчин, в том числе 12,5 % B2a1a-M109/M152 и 2,5 % B-M60(xM146, M150, M112).
На Мадагаскаре гаплогруппа B-М60 найдена у приблизительно 9 % малагасийских мужчин, в том числе 6 % B-М60 (xB2b-50f2 (P)) и 3 % B2b-50f2 (P).
В провинции Хормозган в Иране гаплогруппа B-M60 найдена у 8,2 % мужчин из Кешма и 2,3 % мужчин из Бендер-Аббаса.
В Афганистане гаплогруппа B-M60 найдена у 5,1 % хазарейцев.
В Великобритании гаплогруппа B-М60 (xM218) найдена FTDNA у 1 человека.

## Палеогенетика
- B2b определили у образца I19529 из Хора 1 (около 16 тыс. л. н., Малави), B2b1a2 — у образца I19528 из Хора 1 (16 424—14 029 лет до настоящего времени)[5]
- B определили у образца 2/SEI (7920—7690 л. н.)[6]
- B2 определили у образца I11019 из Фингиры (6179—2341 лет до настоящего времени, Малави)[5]
- B2b определили у образца 4/A (3160—2970 л. н.) из местонахождения Шум Лака[англ.] в Камеруне[6]
- B-M182>B2b-M112>Y18023>B2b1-M192>B2b1a~-M8498>B2b1a~-M8495>B2b1a2~-M7650>pre-Y82361 определили у образца I8821_Tanzania_Kisese[7].